# Laphangium
Laphangium là một chi thực vật có hoa trong họ Cúc (Asteraceae).

## Loài
Chi Laphangium gồm các loài: